# Chrám Povýšení svatého Kříže (Teplice)
Chrám Povýšení svatého Kříže v Teplicích, původně zámecká kaple Povýšení svatého Kříže při teplickém zámku, v současnosti využívá Česká pravoslavná církev. Stojí na Zámeckém náměstí č. 517/14 v Teplicích. Objekt je v rámci areálu teplického zámku chráněn jako kulturní památka.

## Historie
Byla postavena původně jako katolický kostel pro potřeby rodiny majitelů zámku a hostů lázní Teplic (avšak zůstal jí status kaple) v letech 1549-1586 majitelem teplického panství Volfem z Vřesovic v pozdně gotickém nebo raně renesančním slohu. Při stavbě věže bylo užito kvádrů z románské baziliky kláštera sv. Jana Křtitele. Pod objektem se nachází hrobka pánů z Vřesovic. V polovině 17. století byla přistavěna čtvercová kaple sv. Antonína. V rámci přestavby celého zámku byl objekt v letech 1798-1806 upraven v romantické gotice a byla zvýšena věž. Díky přestavbě se kaple (kostel) zařadila mezi první projevy romantického slohu na území Čech. Již od konce 19. století sloužily její prostory sporadicky pro pravoslavné bohoslužby lázeňským hostům. Od roku 1950 slouží trvale potřebám pravoslavných obřadů. Z téhož roku pochází také ikonostas před hlavním oltářem. Pravidelné bohoslužby se zde konají v o nedělích a svátcích od 10 hodin.
V roce 2016 zde byly v boční kapli sv. Clariho nově pietně vystaveny ostatky sv. Klára.

## Architektura

### Exteriér
Jedná se o jednolodní sakrální stavbu s polygonálním závěrem. Má odstupněné opěráky a motivem fiál na nárožích stavby a čtvercovou kaplí a věží po severní straně. Okna jsou hrotitá s kružbami. Hrotité jsou i portály, které se nacházejí ve štítové stěně s vimperkem a fiálami. Objekt má hrotitý obloučkový vlys a stupňovitý štít. Věž je v dolní části čtvercová a přechází ve vysoký oktogon, který je zakončený vysokou atikou s fiálami na nárožích. Věž je zastřešena jehlancovou střechou. Ve zdivu věze je druhotně použito několika kamenů z románské stavby s motivem obloučkového vlysu.

### Interiér

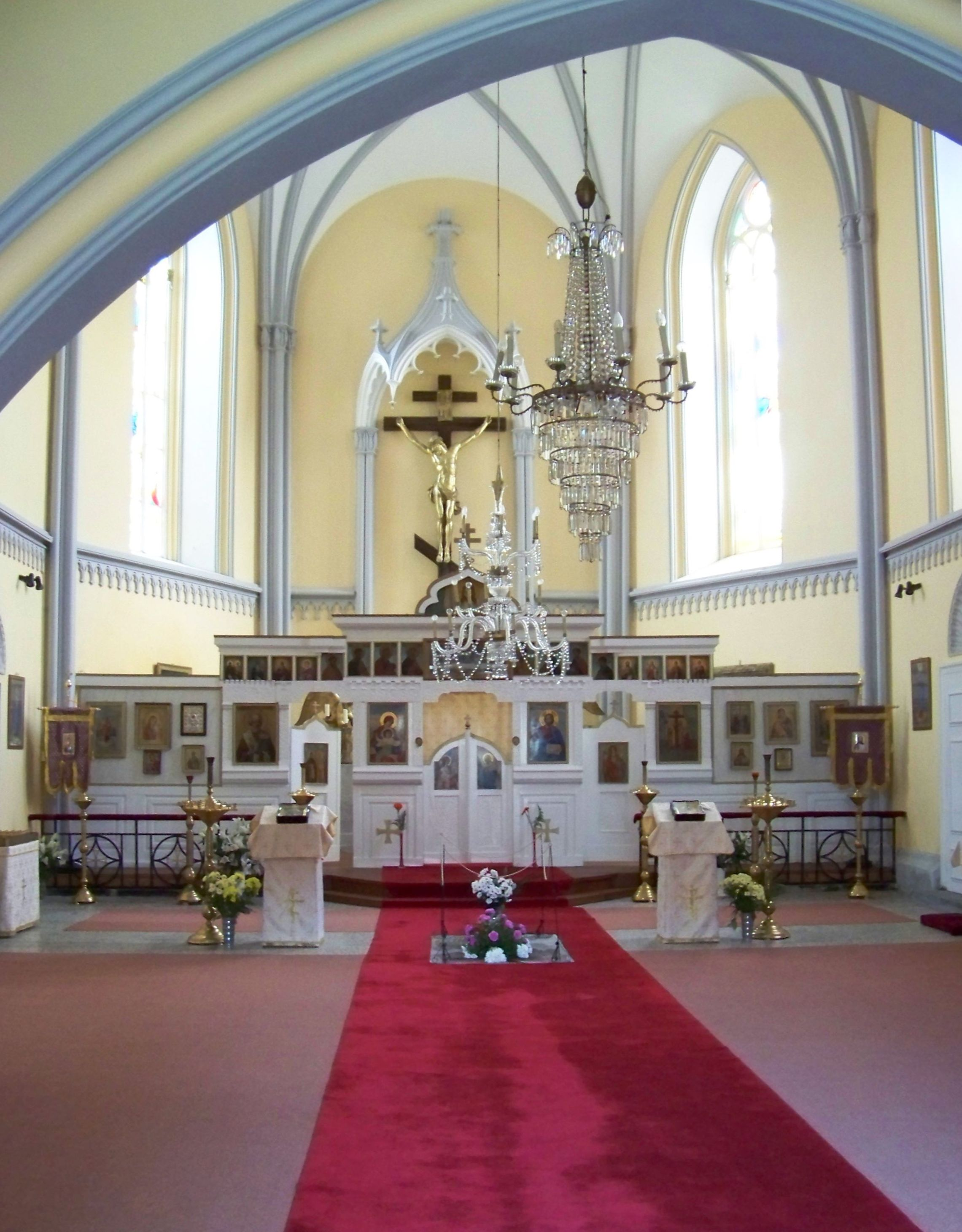
Interiér lodi s pohledem do presbytáře s ikonostasem

Klenba stavby je žebrová s příporami. V kapli se nachází kupole. Třípatrová kruchta je nesena v přízemí arkádou.

### Vybavení
V boční kapli stavby se nachází renesanční oltář, který je použitý jako náhrobek. Jedná se o italskou práci z období kolem roku 1420. Je kamenný, se zbytky původní polychromie. Mramorový nástavec oltáře je rozčleněný pilastry s ornamentálním reliéfem a profilovanými římsami, s proláklými křídly ve vrcholu. V hlavním poli se nachází Madona s dítětem, v bočních polích jsou pak výjevy ze života světců. V druhém horizontálním pásu ve středu se nacházejí okřídlené hlavy andělů, v bocích jsou opět výjevy ze života světců. Ve třetím pásu mezi proláklými křídly je reliéf Krista Trpitele. Nad římsou je drobná volná plastika Boha Otce. Mramorová deska s reliéfy pochází z roku 1440, střed neznámého oltáře se svatostánkem. Jedná se o dílo italské renesance v jejímž dolním pásu jsou tři niky. Ty obsahují v bočních nikách postavy světců, ve střední se nachází dvířka svatostánku. Nad nimi je polopostava Krista. Nad nikami akantový ornament, v horním pásu je Bůh Otec, po stranách postavy světců. Obraz Madony s Ježíškem pochází z počátku 16. století. Je kruhový, malovaný na dřevě a nachází se ve čtvercovém pozdějším rámu. Je zavěšen při vstupu do kaple.